# Gina Campuzano González
Gina Gerardina Campuzano González (Victoria de Durango, Durango, 16 de octubre de 1965) es una política mexicana, miembro del Partido Acción Nacional (PAN). Ha sido en dos ocasiones diputada al Congreso de Durango, y fue diputada federal a partir de 2021. Ahora es senadora del senado de México representando al Estado de Durango. 

## Biografía
Tiene grado máximo de estudios de licenciatura. Inició su carrera política en 2007 al ser elegida regidora al ayuntamiento del municipio de Durango cuando éste era encabezado por Jorge Herrera Caldera y al terminar, fue por primera ocasión diputada al Congreso del Estado de Durango. Fue elegida por el distrito 2 local a la LXV Legislatura que concluyó en 2013.
Retornó como regidora del ayuntamiento de Durango de 2013 a 2016 y de 2016 a 2018 nuevamente diputada local por el distrito 2, en esta ocasión a la LXVII Legislatura.
En 2021 fue elegida diputada federal por el Distrito 4 de Durango a la LXV Legislatura federal que concluirá en 2024. En la Cámara de Diputados es secretaria de la comisión de Vivienda; así como integrante de las comisiones de Hacienda y Crédito Público; y, de Infraestructura.